# Granzyme
Granzyme ist ein Kofferwort aus Granula und Enzymen und beschreibt Proteasen, die in den intrazellulären Granula von Abwehrzellen aktiv sind, in besonderem Maße in cytotoxischen T-Zellen. Sie werden maßgeblich von dem porenbildenden Protein Perforin unterstützt. Es sind über 11 (nach anderen Quellen: fünf) verschiedene Granzyme bekannt (A bis M). Es handelt sich dabei um Serinproteasen. Vornehmlich sind Granzyme für die Einleitung der  Apoptose körpereigener (infizierter oder entarteter) Zellen verantwortlich. Dadurch liegt ihre Bedeutung in der Abwehr von Infektionen, transplantiertem Fremdgewebe, Tumorzellen und bei Autoimmunerkrankungen.